# Dinotrema apudnaevium
Dinotrema apudnaevium är en stekelart som beskrevs av Fischer och Samiuddin 2008. Dinotrema apudnaevium ingår i släktet Dinotrema och familjen bracksteklar. Inga underarter finns listade i Catalogue of Life.